# Varen van Barnsley

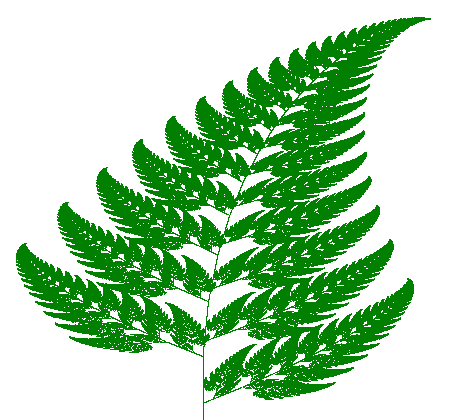
Varen van Barnsley getekend met VisSim.

De Varen van Barnsley is een fractal die is vernoemd naar de Britse wiskundige Michael Barnsley die het voor het eerst beschreef in zijn boek Fractals Everywhere. Hij wilde het laten lijken op de zwartsteel, de Asplenium adiantum-nigrum.

## Geschiedenis
De varen is een belangrijk voorbeeld van zelf-vergelijkbare sets. Dit wil zeggen dat het een wiskundig patroon is, zo gegenereerd dat het kan worden gereproduceerd bij een vergroting of verkleining. Net als de Sierpinski-driehoek, laat de Varen van Barnsley zien hoe grafisch mooie structuren gebouwd kunnen worden vanuit een repetitief gebruik van wiskundige formules met computers. Barnsleys boek Fractals Everywhere (1988) is gebaseerd op de cursus die hij gaf aan studenten in de Wiskunde School, Georgia Institute of Technology, de zogenaamde Fractal Geometrie. Na de publicatie van het boek werd een tweede cursus ontwikkeld, de zogenaamde Fractal Measure Theory. Barnsleys werk is een inspiratiebron voor grafische kunstenaars die de natuur proberen na te bootsen met wiskundige modellen.
De varen-code ontwikkeld door Barnsley is een voorbeeld van een herhaalde functie systeem (IFS) voor het maken van een fractal. Dit volgt uit de collage stelling. Hij heeft fractals gebruikt om een scala van verschijnselen te modelleren in wetenschap en technologie, maar vooral plantaardige structuren.

## Bouw

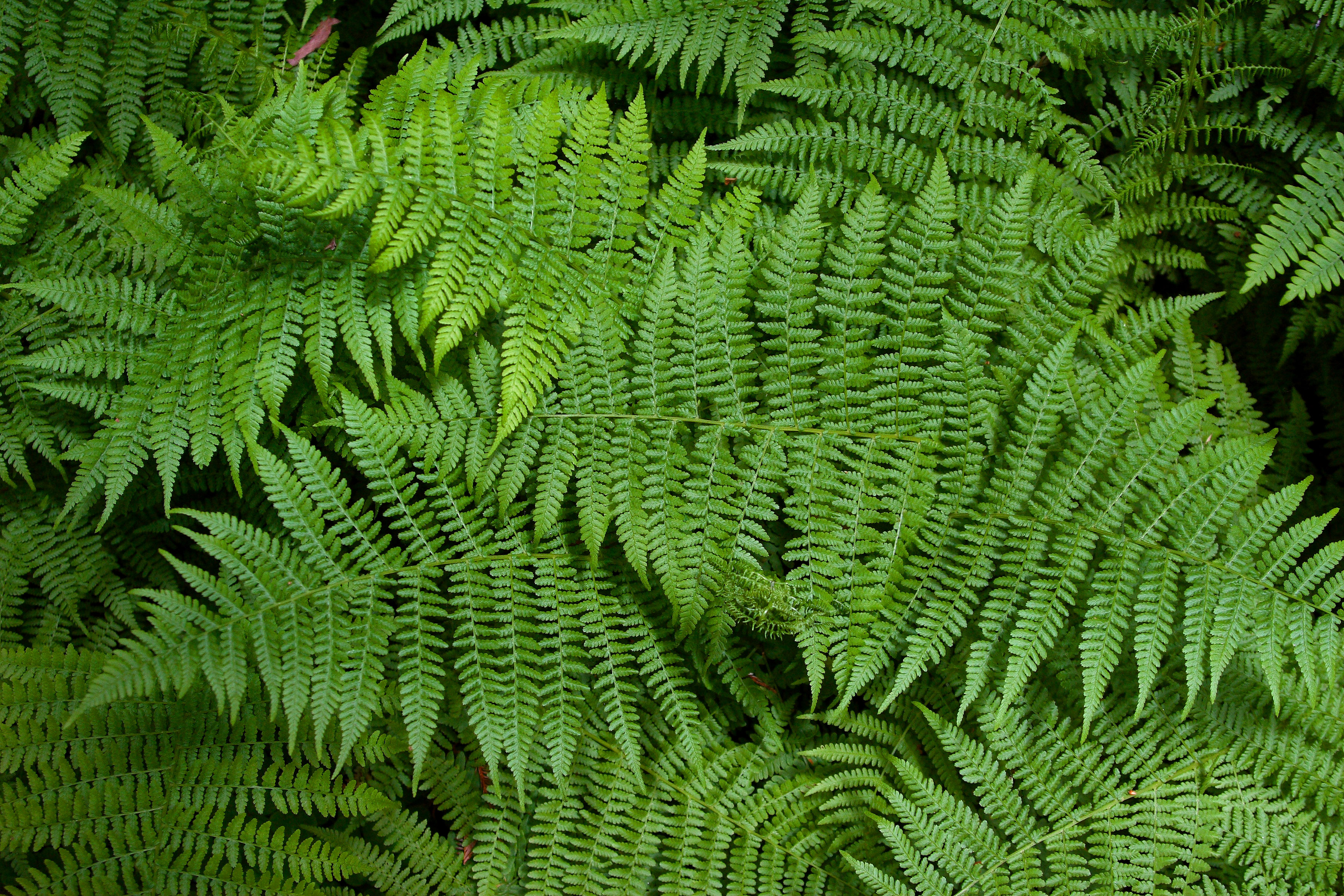
Echte Wijfjesvaren.

De Varen van Barnsley maakt gebruik van vier affiene transformaties. De formule voor een transformatie is het volgende:
{\displaystyle f(x,y)={\begin{bmatrix}a&b\\c&d\end{bmatrix}}{\begin{bmatrix}x\\y\end{bmatrix}}+{\begin{bmatrix}e\\f\end{bmatrix}}}
Barnsley toont de IFS-code voor zijn zwartsteelfractal als een matrix van waarden die worden weergegeven in een tabel. In de tabel zijn de kolommen "a" tot "f" de coëfficiënten van de vergelijking, en "p" staat voor de waarschijnlijkheids-factor.
| w  | a     | b     | c     | d    | e | f    | p    | Deel gegenereerd                 |
| -- | ----- | ----- | ----- | ---- | - | ---- | ---- | -------------------------------- |
| ƒ1 | 0     | 0     | 0     | 0,16 | 0 | 0    | 0,01 | Stam                             |
| ƒ2 | 0,85  | 0,04  | −0,04 | 0,85 | 0 | 1,60 | 0,85 | Achtereenvolgens kleinere bladen |
| ƒ3 | 0,20  | −0,26 | 0,23  | 0,22 | 0 | 1,60 | 0,07 | Grootste linkse blaadje          |
| ƒ4 | −0,15 | 0,28  | 0,26  | 0,24 | 0 | 0,44 | 0,07 | Grootste rechtse blaadje         |

Deze komen overeen met de volgende veranderingen:
{\displaystyle f_{1}(x,y)={\begin{bmatrix}\ 0{,}00&\ 0{,}00\ \\0{,}00&\ 0{,}16\end{bmatrix}}{\begin{bmatrix}\ x\\y\end{bmatrix}}}
{\displaystyle f_{2}(x,y)={\begin{bmatrix}\ 0{,}85&\ 0{,}04\ \\-0{,}04&\ 0{,}85\end{bmatrix}}{\begin{bmatrix}\ x\\y\end{bmatrix}}+{\begin{bmatrix}\ 0{,}00\\1{,}60\end{bmatrix}}}
{\displaystyle f_{3}(x,y)={\begin{bmatrix}\ 0{,}20&\ {-0{,}26}\ \\0{,}23&\ 0{,}22\end{bmatrix}}{\begin{bmatrix}\ x\\y\end{bmatrix}}+{\begin{bmatrix}\ 0{,}00\\1{,}60\end{bmatrix}}}
{\displaystyle f_{4}(x,y)={\begin{bmatrix}\ {-0{,}15}&\ 0{,}28\ \\0{,}26&\ 0{,}24\end{bmatrix}}{\begin{bmatrix}\ x\\y\end{bmatrix}}+{\begin{bmatrix}\ 0{,}00\\0{,}44\end{bmatrix}}}

### Computer generatie

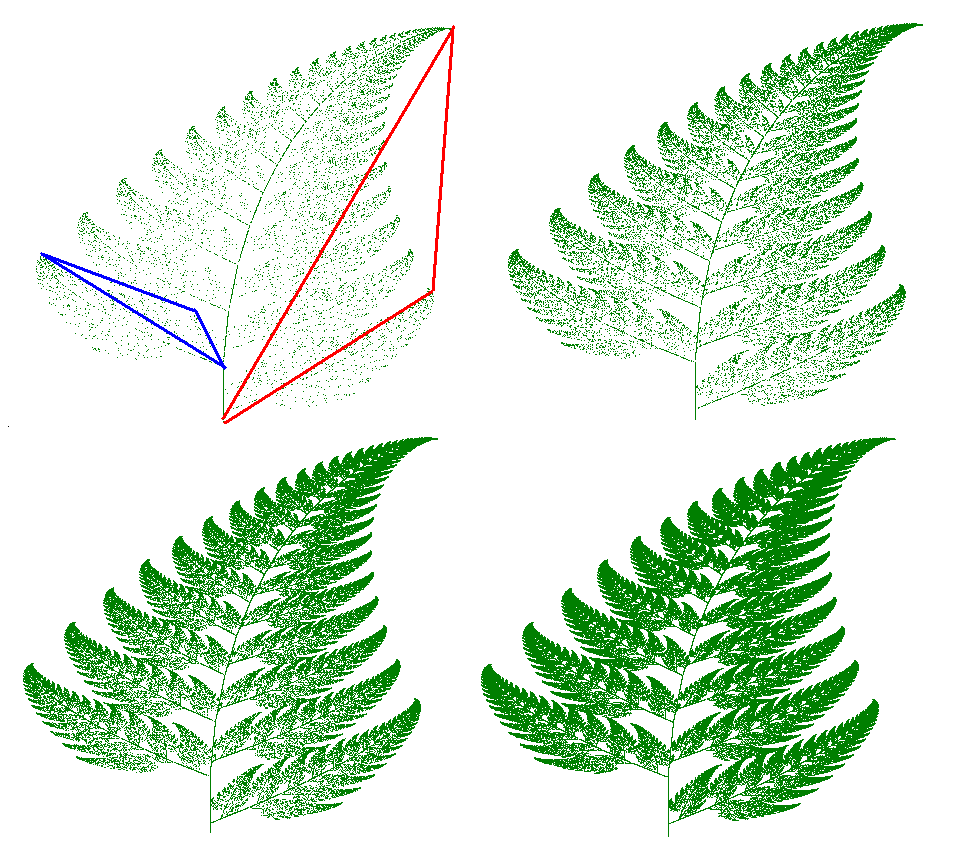
Fractal varen in vier staten van de bouw. Gemarkeerde driehoeken laten zien hoe de helft van een blaadje is omgevormd tot de helft van een hele blad of varenblad.

De Varen van Barnsley kan in theorie met de hand getekend worden op millimeterpapier. Het aantal iteraties dat nodig is, loopt echter in de tienduizenden; dat maakt het gebruik van een computer praktisch noodzakelijk. Verschillende computermodellen van de Varen van Barnsley zijn populair bij hedendaagse wiskundigen. Zolang de wiskunde correct is geprogrammeerd, zal het gebruik van Barnsley constanten matrix dezelfde varen-vorm produceren.
Het eerste punt getekend is bij de oorsprong (x0 = 0, y0 = 0) en vervolgens worden de nieuwe punten iteratief berekend door het willekeurig toepassen van een van de volgende vier coördineren transformaties:
ƒ1
xn + 1 = 0
yn + 1 = 0,16 yn.
Deze transformatie is 1% van de tijd gekozen en zet een willekeurig punt naar een punt in de eerste lijn aan de basis van de stam. Dit is het eerste deel van de figuur dat wordt afgewerkt in de loop van de iteraties.
ƒ2
xn + 1 = 0,85 xn + 0,04 yn
yn + 1 = −0,04 xn + 0,85 yn + 1,6.
Deze transformatie is 85% van de tijd gekozen en zet een willekeurig punt in het blaadje, voorgesteld door de rode driehoek, op een punt in de andere, kleiner blaadje vertegenwoordigd door de blauwe driehoek in de figuur.
ƒ3
xn + 1 = 0,2 xn − 0,26 yn
yn + 1 = 0,23 xn + 0,22 yn + 1,6.
Deze transformatie is voor 7% van de tijd gekozen en zet een willekeurig punt in het blaadje (of bladschijf), vertegenwoordigd door de blauwe driehoek op een punt binnen het afwisselend bijbehorende driehoek aan de overkant van de stam (het draait het om).
ƒ4
xn + 1 = −0,15 xn + 0,28 yn
yn + 1 = 0,26 xn + 0,24 yn + 0,44.
Deze transformatie is voor 7% van de tijd gekozen en zet een willekeurig punt in het blaadje (of bladschijf), vertegenwoordigd door de blauwe driehoek op een punt binnen het afwisselend bijbehorende driehoek in de steel (zonder deze om te draaien).
De eerste coördinaat transformatie tekent de stam. De tweede genereert opeenvolgende kopieën van de steel en onderste bladschijfjes om een volledige varen te maken. De derde tekent de onderste bladschijfjes aan de linkerkant. De vierde tekent de onderste bladschijfjes aan de rechterkant. Het recursieve karakter van de IFS garandeert dat het geheel een grotere replica is van elk bladschijfje. Merk op dat de volledige varen binnen het bereik −2,1820 < x < 2,6558 en 0 ≤ y < 9,9983 is.

### Mutant rassen

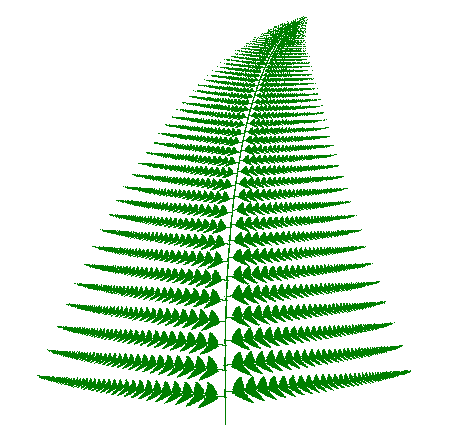
De Varen van Barnsley gemuteerd in een Thelypteridaceae varen.

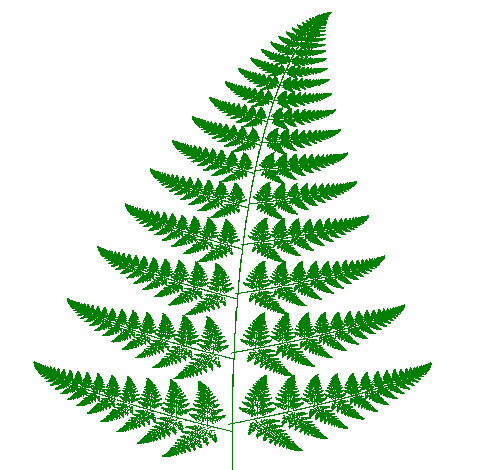
De Varen van Barnsley gemuteerd in een Polypodiopsida.

Door te spelen met de coëfficiënten, is het mogelijk om een mutante varen rassen te creëren. In zijn papier over V-variabele fractals, Barnsley noemt deze eigenschap een superfractal.
Een experimentator is tot een tabel van de coëfficiënten gekomen dat een ander ogenschijnlijke natuurlijke varen produceert die op de Cyclosorus of Thelypteridaceae varen lijkt. Deze coëfficiënten zijn:
| w  | a      | b      | c      | d     | e      | f     | p     |
| -- | ------ | ------ | ------ | ----- | ------ | ----- | ----- |
| ƒ1 | −0     | −0     | −0     | −0,25 | −0     | −0,4  | −0,02 |
| ƒ2 | −0,95  | −0,005 | −0,005 | −0,93 | −0,002 | −0,5  | −0,84 |
| ƒ3 | −0,035 | −0,2   | −0,16  | −0,04 | −0,09  | −0,02 | −0,07 |
| ƒ4 | −0,04  | −0,2   | −0,16  | −0,04 | −0,083 | −0,12 | −0,07 |